# Adrian Käser
Adrian Käser (* 29. Juni 1971 in Alchenstorf, Kanton Bern) ist ein ehemaliger Schweizer Schwinger.
Er bezwang am Eidgenössischen Schwing- und Älplerfest in Stans 1989 als 18-jähriger Nachwuchsschwinger den haushohen Favoriten Eugen Hasler nach acht Minuten mit einem Lätz platt und wurde so zum jüngsten Schwingerkönig aller Zeiten ausgerufen.